# Billy Tauzin
Wilbert Joseph "Billy" Tauzin II ['bɪli 'toʊzɛ̃], född 14 juni 1943 i Chackbay i Louisiana, är en amerikansk politiker. Han var ledamot av USA:s representanthus 1980–2005. Tauzin var först demokrat och bytte 1995 parti till Republikanska partiet.
Tauzin avlade 1964 kandidatexamen vid Nicholls State University och 1967 juristexamen vid Louisiana State University. Kongressledamot Dave Treen avgick 1980 och Tauzin fyllnadsvaldes till representanthuset. År 2005 efterträddes Tauzin som kongressledamot av Charlie Melancon.